# Wells (Anglia)
Wells Anglia délnyugati részén fekvő város. Lakossága a 2001-es népszámlálás szerint 10 407 fő. Wells területét és lakosságát tekintve Anglia második legkisebb city státusszal rendelkező városa City of London után.
A város elnevezése arra a három kútra (well angolul kutat jelent) utal, melyet még Szent András tiszteletére állitottak. Ebből egy a piactéren áll, míg a másik kettő a katedrálisnál található.

## Történelme
Ugyan a város helyén korabeli római település létezett, de igazán jelentőssé csak a szászok idején vált, amikor Ine Wessex királya apátságot alapított 704-ben a városban. Kétszáz évvel később ez lett a helyi püspök székhelye is, igaz ezt 1088-ban áthelyezték Bathba. Ez később feszültséget is okozott a wellsi kanonok és a bathi szerzetesek között, míg végül a püspöki választókerületet átnevezték Bathi és Wellsi Egyházmegyére, melynek székhelye továbbra is Bath maradt, de irányításában a wellsi kanonok is azonos szerepet kaptak.
A város city státuszt 1589-ben kapott Erzsébet királynőtől. A polgárháború alatt a katedrálisban Oliver Cromwell csapatai állomásoztak és jelentős kárt okoztak az épületben.
A második világháború alatt a wellsi Stoberry Parkban hadifogolytábor is működött, ahol kezdetben olasz foglyokat tartottak, majd a Normandiai partraszállás után németeket is.

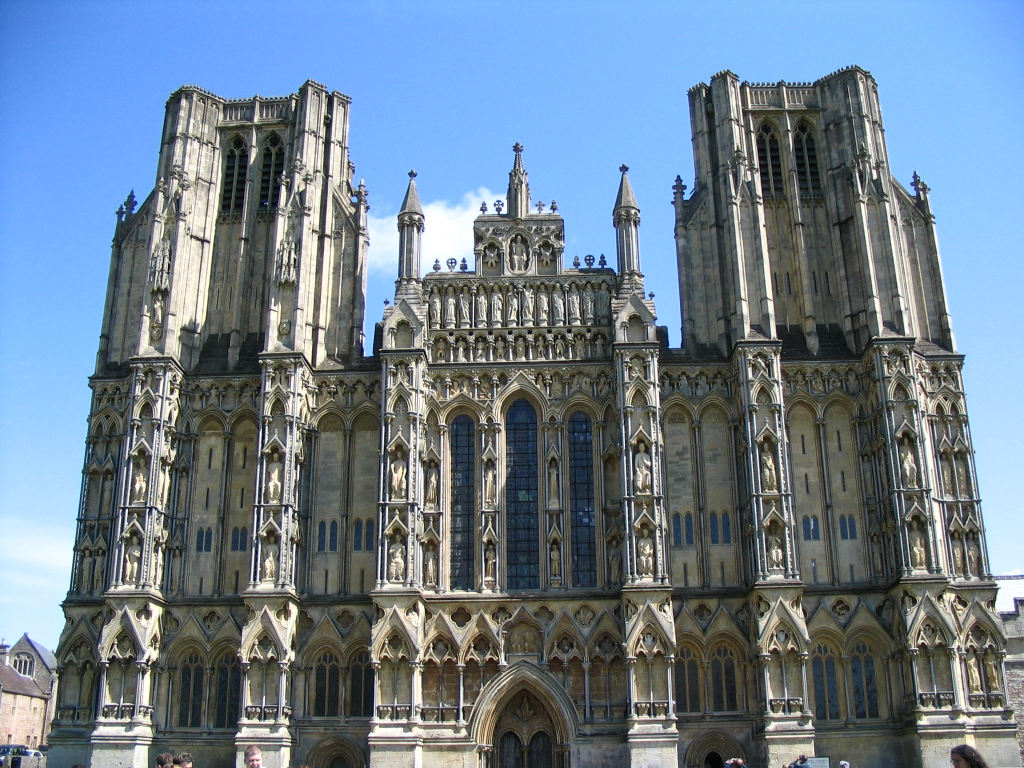
a katedrális

## Nevezetességek
A várost leginkább a katedrálisa teszi a turisták közkedvelt célpontjává. Míg a legtöbb angol katedrálist a norman periódus alatt kezdték építeni, a wellsi az első, mely gótikus stílusban épült. Az épület nyugati oldala az európai szobrászat egyik lenyűgöző kollekciója, legalább 300 kora középkori szobrot tartalmaz. Az épület északi részében található egy híres 24 órás csillagászati óra a 14. századból.
A Vicar's Close nevű utca Európa legrégebbi korabeli formáját megőrző utcájának számít. A mindössze 140 méteres macskakövekkel kirakott utca épületei a XIV. század közepéből valók.

## Sport
A városban két labdarúgóklub működik, a sikeresebb a Wells City F.C., mely több alkalommal is megnyerte a Western Football Leaguet. Wells régebbi alapítású klubja a Belrose FC, mely a Mid-Somerset Football Leagueben szerepel. A város krikettcsapata a Wells Wanderers Cricket Club.

## Demográfia
A 2001-es népszámlálás szerint a lakosság 10,406 fő. Az átlagéletkor 44 év, ebből 2,602 ember 65 év feletti. 4,208 ember vallotta magát aktív pénzkeresőnek. Etnikailag a lakosság 99 százalékban fehér. A domináns vallás a keresztény.

## Fordítás
Ez a szócikk részben vagy egészben  a   Wells című angol Wikipédia-szócikk fordításán alapul.  Az eredeti cikk szerkesztőit annak laptörténete sorolja fel. Ez a jelzés csupán a megfogalmazás eredetét és a szerzői jogokat jelzi, nem szolgál a cikkben szereplő információk forrásmegjelöléseként.